# Cifras y letras
Cifras y letras es un programa de televisión español de preguntas y respuestas, basado en el programa francés Des chiffres et des lettres creado por Armand Jammot. Se emitió en La 2 entre 1991 y 1996 y desde 2024, y en FORTA (Telemadrid, Canal Sur 2, Televisión Canaria y TVG) entre 2002 y 2013. Ha sido presentado, entre otros, por Elisenda Roca, Paco Lodeiro, Goyo González, Paola Bontempi y Aitor Albizua.

## Etapas
- Entre 1991 y 1996, emitido en La 2 de Televisión Española, de lunes a viernes a las 15h00. También emitieron algunos programas orientados a los más jóvenes, denominados Cifras y letras junior.
- Entre 1998 y 2000, emitido por el circuito catalán de La 2 de RTVE, en catalán, denominada Xifres i Lletres.[3][4]
- Desde 2002 hasta 2013, emitido por Telemadrid, Televisión de Galicia, Canal Sur 2, Castilla-La Mancha Televisión y Castilla y León TV (y durante algunos momentos, por otras televisiones autonómicas y locales, entre ellas Canal Nou, Aragón TV, Canal Extremadura, Televisión Canaria y TPA).
- Desde el 15 de enero de 2024, RTVE recupera el concurso en La 2, de lunes a viernes de 21h30 a 22h00 (Hasta Septiembre del mismo año, no se emitía los viernes).[1][5][6][7]

A pesar de que el sistema básico es el mismo, la mecánica exacta y los premios han cambiado y en esta etapa son más parecidos al original francés.

## Mecánica
En Cifras y letras compiten dos concursantes de modo alternativo, comenzando el nuevo concursante y siguiéndole el campeón del programa anterior. Este turno determina quién se lleva los puntos en caso de igualar en cada prueba.

### Versión actual de La 2
En la versión actual de Cifras y Letras, el juego se divide en 4 partes:
1) La llave: Se muestra la definición de una palabra y el número de letras que tiene. Los concursantes tendrán 30 segundos para accionar el pulsador y adivinar la palabra. A los 15 segundos, se mostrará la primera letra de esa palabra. En caso de acertar, el concursante que acierte tendrá una "llave" que podrá usar si llega a la ronda final. Un fallo o agotar el tiempo significará que nadie gana la llave.
2) La palabra más larga y la cifra exacta: Se juegan 10 pruebas clásicas, 5 de letras y 5 de cifras alternativamente. En las pruebas de cifras se muestran 6 números aleatorios entre el 1 y el 10 o también 25, 50, 75 o 100; y otro número entre 100 y 999 que hay que alcanzar usando las operaciones matemáticas básicas (suma, resta, multiplicación y división). Se puntúa 10 puntos al que consiga el exacto o 7 puntos al que consiga acercarse más al número objetivo. En las pruebas de letras los concursantes alternativamente (empezando por el campeón) eligen al principio de la prueba cuántas vocales quieren de un grupo de 10 letras, entre un mínimo de 3 y un máximo de 6, y su objetivo es encontrar la palabra más larga. Se consigue 1 punto por cada letra que tenga la palabra si está en el Diccionario de la Lengua Española (DLE) de la RAE y si tiene 5 letras o más. A diferencia de etapas anteriores, se admite cualquier conjugación de los verbos y las terminaciones reflexivas en verbos pronominales (no valen las terminaciones de complemento directo) y en los sustantivos se admiten plurales, y si es necesario poner tildes. Tanto en letras como en cifras es obligatorio consignar en la tableta que cada concursante tiene a su disposición la respuesta definitiva antes de que acabe el tiempo y solo esa respuesta se dará por válida. Esto permite que en caso de empate en aproximación, exacto o número de letras, a diferencia de etapas anteriores, los dos concursantes puntuarán la cantidad correspondiente, no habrá turno de preferencia para contestar en esos casos.
3) Los duelos: se juegan un total de 4 duelos de 30 segundos con diferentes estilos, dentro de un repertorio de seis pruebas: 4 de letras y 2 de cifras, y cada día aparecen 3 de letras y 1 de cifras. Cada día son diferentes y están valoradas según el orden en que se juegan, en 10, 20, 30 y 50 puntos. Las pruebas de letras son "3 en 1", adivinar una palabra a partir de una definición conociendo el número de letras y descubriéndose tres letras aleatorias cada 10 segundos; "Doble Palabra", de un grupo de diez letras sacar dos palabras concretas de acuerdo a una pista usando todas las letras sin repetir ninguna; "2 para 2", con dos pistas y un grupo de diez letras sacar dos palabras concretas, una de las cuales debe tener las diez letras; "Doble Sentido", adivinar una palabra polisémica que tenga los dos significados propuestos conociendo solo el número de letras, no se desvela ninguna a lo largo del tiempo. Las pruebas de cifras son "El cálculo", que consiste en realizar una larga serie de cálculos con paréntesis de forma mental para obtener el resultado correcto en menos de 30 segundos, y la otra es "El esprint numérico" que consiste en hacer una prueba de la cifra exacta como en la ronda anterior pero mentalmente, no se puede utilizar calculadora. Si el concursante que primero accione su pulsador acierta, suma los puntos, pero en caso de fallo o no dar una respuesta rápida tras pulsar, los suma el contrincante. En las pruebas de letras, además de las palabras del diccionario de la RAE como en la ronda anterior, también pueden aparecer nombres propios. Quien al final de los duelos sume más puntos es el campeón del día y pasa a la ronda final. En caso de empate, el desempate consistirá en adivinar una palabra concreta a partir de un grupo de letras propuesto y el primero que dé al pulsador y la adivine será el ganador, si falla será ganador el contrincante.
4) La ronda final: El concursante tiene 3 minutos para encontrar 12 palabras relacionadas con un tema. Cada palabra a adivinar estará en un grupo de 10 letras y se le dará el número de letras que tiene la palabra en cuestión. Si se tiene la llave se puede usar a modo de comodín diciendo la palabra "llave" para resolver automáticamente una palabra y ganar el valor correspondiente. Si falla una palabra o elige pasar, se salta a la siguiente palabra y cuando ya se han visto las 12 palabras, volverán a salir en el mismo orden las palabras que queden por acertar, una y otra vez hasta que se acierten todas o se acabe el tiempo. El único dinero que reciben los concursantes es el ganado en la ronda final: por cada palabra acertada sumará 100 €, excepto si se aciertan 11 palabras que son 1.500 €, y si se consiguen las 12 palabras se obtiene el bote, que empieza a partir de 10.000€ y va aumentando 1.500€ cada día que no se consiga (El primer bote empezó en 3.000 € y aumentaba 1.500€ cada día, el segundo bote empezó en 20.000€ y aumentaba en 1.500€, excepto en un periodo de septiembre 2024 a enero 2025 que son 2.000€). Si consigue ganar el bote, el ganador abandonará el programa y al programa siguiente habrá dos nuevos concursantes, en caso contrario, volverá en el próximo programa.

### Versiones anteriores

#### Versión emitida en La 2 (1991-1996)
Había diez pruebas, distribuidas del siguiente modo: Cifras - Letras - Letras - Cifras - Letras - Letras - Cifras - Letras - Letras - Cifras.
En las cifras, el acertante de un número exacto era premiado con 8 puntos. Si no había número exacto, quien se aproximara más recibía 6 puntos.
En las letras, el ganador obtenía tantos puntos como letras tuviera su palabra de un grupo máximo de 9 letras. En verbos solo se admitían infinitivos y participios, y en sustantivos no se admitían plurales. Además las letras CH y LL debían aparecer específicamente en el grupo y contaban como una letra, no se podía juntar una C y una H o dos L para formar la palabra.
En caso de error por parte del concursante, los puntos que habría obtenido se adjudicaban directamente a su adversario.

#### Versión emitida en televisiones autonómicas
Había 13 pruebas, distribuidas del siguiente modo:
Cifras - Letras - Letras - Cifras - Letras - Letras - Duelo - Cifras - Letras - Letras - Cifras - Letras - Letras.
En las cifras, el acertante de un número exacto recibía 9 puntos. Si no había número exacto, quien se aproximara más recibía seis puntos.
En las letras, el ganador obtenía tantos puntos como letras tenía su palabra. En caso de palabra de nueve letras, el premio se duplicaba (18 puntos).
En caso de error por parte del concursante, se pedía la solución a su adversario, que recibía los puntos pertinentes en caso de acierto, sin penalizar al primer concursante (excepto en El duelo). En caso de error por parte de ambos concursantes, ninguno recibía puntos.
El 3 de septiembre de 2007 desapareció El duelo (excepto en la edición gallega), quedando el resto de pruebas sin modificar.
En mayo de 2008 los participios femeninos de verbos intransitivos pasaron a ser inválidos para cumplir una recomendación de la Real Academia Española. Esta norma no se aplicaba en la edición gallega.

#### Otras diferencias entre las dos versiones
En la versión original de La 2, en una mesa había cuatro filas de fichas que contenían ocultos números, las tres primeras filas contenían números del 1 al 9 y la cuarta fila solo una o varias fichas con el 25, 50, 75 y 100 de forma aleatoria. Los concursantes pedían número de fila alternativamente, recogiendo el presentador la ficha más a la izquierda de la fila escogida. Una vez escogidas seis fichas, se revelaban de una vez los seis números escogidos, eligiendo entonces con una serie de pulsadores el número de tres cifras a buscar de forma aleatoria.
En la versión de las televisiones autonómicas, los números aparecían automáticamente en la pantalla, extraídos al azar por el ordenador. Esto ocasionaba que en ocasiones era imposible alcanzar un número exacto (ni siquiera una buena aproximación), incluso para el sistema informático que auxiliaba a los expertos. (Por ejemplo, con la combinación 2-1-3-3-1-1 era imposible alcanzar el 342).
En las dos versiones original de La 2 y de la FORTA, el ganador al final del programa conseguía una cantidad económica fija y podía elegir si volvía el programa siguiente si no había consumido el límite máximo de participaciones. Si al programa siguiente ganaba el contrincante, perdería la mitad de todo lo ganado en programas anteriores.
Además, en la primera versión, si un jugador conseguía los cuatro números exactos o daba con una palabra de 9 letras, recibía un premio de 500.000 pesetas (unos 3.000 euros), que conservaba aunque perdiera el programa.
En la versión original de La 2 un concursante podía participar únicamente en hasta cinco programas, y si ganaba el quinto programa, doblaba el dinero que hubiera ganado. En la etapa de FORTA, la participación tenía un límite de 20 programas para la versión de Telemadrid y de 30 para la versión de Canal Sur. En la versión de la Televisión de Galicia la participación no tenía límite.

## Pruebas en las versiones anteriores
Como indica su título, el juego tiene dos tipos de pruebas:

### Cifras
El objetivo es obtener, en 40 segundos (anteriormente 45), un número entero natural (del 100 al 999) con las operaciones aritméticas elementales (suma, resta, multiplicación y división) con seis números (del 1 al 10, 25, 50, 75 y 100). No es obligatorio usar todos los números, pero no se puede repetir ninguno. Gana la prueba el jugador que dé con el número exacto. Si ninguno lo consigue, gana el que se aproxime más. En caso de empate, se adjudican los puntos por turnos. En 2024, se pueden adjudicar los puntos a ambos concursantes si ambos hallan el número exacto o hacen la misma aproximación.

### Letras
Los concursantes, en su turno, piden una tirada de 10 letras sólo diciendo el número de vocales (entre 3 y 6) que deseen (anteriormente, los concursantes pedían, alternativamente, vocal o consonante, hasta un total de nueve letras) con las que deben formar, en 30 segundos, la palabra más larga posible sin usar ninguna letra más de una vez, y que sea, desde 2024, como mínimo, de 5 letras. Son válidas las palabras recogidas en el Diccionario de la Real Academia Española (o en el Diccionario Xerais en la versión gallega). Hasta 2024, no eran válidos los plurales ni las formas personales de los verbos. Sí son válidos los femeninos y las formas no personales (infinitivo, participio y gerundio) de los verbos. Gana el concursante que consigue la palabra más larga. En caso de empate, gana el concursante que posea el turno (el que ha pedido primero), siempre y cuando su palabra sea válida. En 2024, si hay empate, hay puntos para ambos jugadores.

### El duelo
Existía una variante de la prueba de letras, llamada El duelo, añadida en la temporada 2003-2004. En ella, los concursantes tenían que encontrar dos palabras, usando todas las letras que se les habían ofrecido, sobre un tema que proponía el experto en letras. Esta prueba proporcionaba 10 puntos al más rápido en apretar un pulsador, siempre que acertara y pulsara mientras transcurrieran los 30 segundos que se les daban. En caso de error o de pulsación prematura del botón, los 10 puntos se asignaban al otro concursante. Si ninguno lo activaba después de 30 segundos, el experto en letras decía las palabras y ninguno sumaba puntos. Esta prueba no existía en la versión emitida en La 2 y fue suprimida el 3 de septiembre de 2007 en la nueva versión (excepto en la gallega). Se recuperó en la versión de 2024, con el nombre de "Doble palabra" y con una tirada de 10 letras.

## Presentadores y expertos
| Cadena        | Cadena                | Emisión   | Presentador/a                                      | Experto/a en Cifras                                                                                  | Experto/a en Letras                                  |
| ------------- | --------------------- | --------- | -------------------------------------------------- | --- | ---------------------------------------------------- |
| La 2          | La 2                  | 1991-1996 | Elisenda Roca                                      | Paz Morillo Inmaculada Llorens Irene Mora Álex Arenas (Versión junior)                               | Octavio Iglesias María José Nasarre (Versión junior) |
| La 2 Cataluña | La 2 Cataluña         | 1998-2000 | Esther Sastre                                      | Álex Arenas                                                                                          | Anna Montserrat                                      |
| FORTA         | Telemadrid            | 2002-2012 | Paco Lodeiro (2002-2010) Goyo González (2010-2012) | Gema Ramos (2002-2009) Paz de Alarcón (2009-2010) Sheila Izquierdo (2011-2012) Paola Bontempi (2012) | Antonio Elegido                                      |
| FORTA         | Canal Sur 2           | 2007-2012 | Goyo González                                      | Paz de Alarcón                                                                                       | Antonio Elegido                                      |
| FORTA         | Televisión Canaria    | 2008      | Paola Bontempi                                     | Yaiza Guimaré                                                                                        | Antonio Elegido                                      |
| FORTA         | Televisión de Galicia | 2006-2013 | Paco Lodeiro                                       | Jorge Mira                                                                                           | Yolanda Castaño (2006-2011) María Canosa (2011-2013) |
| La 2          | La 2                  | 2024-     | Aitor Albizua                                      | David Calle                                                                                          | Elena Herraiz                                        |

## Temporadas y audiencias
| Temporada | Temporada | Programas | Estreno                 | Final               | Audiencia media | Audiencia media | Audiencia media |
| Temporada | Temporada | Programas | Estreno                 | Final               | Espectadores    | Cuota           |                 |
| --------- | --------- | --------- | ----------------------- | ------------------- | --------------- | --------------- | --------------- |
|           | 1         | 112       | 15 de enero de 2024     | 5 de agosto de 2024 | 355 000         | 3,3%            |                 |
|           | 2         | 185*      | 2 de septiembre de 2024 | *                   | 626 000*        | 5,0%*           |                 |

## Audiencias

#### Cuarta etapa 2024 (La 2) Temporada 1
| 1   | 15 de enero de 2024   | 417 000 (3,0%) |
| 2   | 16 de enero de 2024   | 431 000 (3,1%) |
| 3   | 17 de enero de 2024   | 477 000 (3,4%) |
| 4   | 18 de enero de 2024   | 395 000 (2,6%) |
| 5   | 22 de enero de 2024   | 401 000 (2,8%) |
| 6   | 23 de enero de 2024   | 453 000 (3,3%) |
| 7   | 24 de enero de 2024   | 440 000 (3,0%) |
| 8   | 25 de enero de 2024   | 430 000 (3,2%) |
| 9   | 29 de enero de 2024   | 438 000 (3,1%) |
| 10  | 30 de enero de 2024   | 443 000 (3,2%) |
| 11  | 31 de enero de 2024   | 354 000 (2,6%) |
| 12  | 1 de febrero de 2024  | 386 000 (2,8%) |
| 13  | 5 de febrero de 2024  | 517 000 (3,6%) |
| 14  | 6 de febrero de 2024  | 431 000 (3,0%) |
| 15  | 7 de febrero de 2024  | 465 000 (3,1%) |
| 16  | 8 de febrero de 2024  | 509 000 (3,6%) |
| 17  | 12 de febrero de 2024 | 427 000 (3,2%) |
| 18  | 13 de febrero de 2024 | 339 000 (2,5%) |
| 19  | 14 de febrero de 2024 | 373 000 (2,8%) |
| 20  | 15 de febrero de 2024 | 429 000 (3,1%) |
| 21  | 19 de febrero de 2024 | 400 000 (2,9%) |
| 22  | 20 de febrero de 2024 | 408 000 (3,0%) |
| 23  | 21 de febrero de 2024 | 413 000 (3,0%) |
| 24  | 22 de febrero de 2024 | 353 000 (2,4%) |
| 25  | 26 de febrero de 2024 | 369 000 (2,6%) |
| 26  | 27 de febrero de 2024 | 468 000 (3,4%) |
| 27  | 28 de febrero de 2024 | 478 000 (3,4%) |
| 28  | 29 de febrero de 2024 | 360 000 (2,5%) |
| 29  | 4 de marzo de 2024    | 428 000 (3,0%) |
| 30  | 5 de marzo de 2024    | 506 000 (3,7%) |
| 31  | 6 de marzo de 2024    | 469 000 (3,5%) |
| 32  | 7 de marzo de 2024    | 400 000 (3,0%) |
| 33  | 11 de marzo de 2024   | 544 000 (3,9%) |
| 34  | 12 de marzo de 2024   | 393 000 (2,9%) |
| 35  | 13 de marzo de 2024   | 468 000 (3,4%) |
| 36  | 14 de marzo de 2024   | 410 000 (3,1%) |
| 37  | 18 de marzo de 2024   | 409 000 (3,2%) |
| 38  | 19 de marzo de 2024   | 485 000 (3,7%) |
| 39  | 20 de marzo de 2024   | 465 000 (3,4%) |
| 40  | 21 de marzo de 2024   | 457 000 (3,5%) |
| 41  | 25 de marzo de 2024   | 432 000 (3,3%) |
| 43  | 27 de marzo de 2024   | 358 000 (3,0%) |
| 44  | 28 de marzo de 2024   | 382 000 (3,3%) |
| 45  | 1 de abril de 2024    | 295 000 (2,3%) |
| 46  | 2 de abril de 2024    | 338 000 (2,6%) |
| 47  | 3 de abril de 2024    | 403 000 (3,3%) |
| 48  | 4 de abril de 2024    | 399 000 (3,3%) |
| 49  | 8 de abril de 2024    | 488 000 (3,7%) |
| 50  | 9 de abril de 2024    | 422 000 (3,3%) |
| 51  | 10 de abril de 2024   | 439 000 (3,3%) |
| 52  | 11 de abril de 2024   | 473 000 (3,9%) |
| 53  | 15 de abril de 2024   | 502 000 (3,9%) |
| 54  | 16 de abril de 2024   | 450 000 (3,6%) |
| 55  | 17 de abril de 2024   | 417 000 (3,3%) |
| 56  | 18 de abril de 2024   | 499 000 (4,1%) |
| 57  | 22 de abril de 2024   | 457 000 (3,5%) |
| 58  | 23 de abril de 2024   | 398 000 (3,2%) |
| 59  | 24 de abril de 2024   | 502 000 (3,8%) |
| 60  | 25 de abril de 2024   | 477 000 (3,8%) |
| 61  | 29 de abril de 2024   | 424 000 (3,0%) |
| 62  | 30 de abril de 2024   | 441 000 (3,6%) |
| 63  | 1 de mayo de 2024     | 467 000 (3,5%) |
| 64  | 2 de mayo de 2024     | 424 000 (3,5%) |
| 65  | 6 de mayo de 2024     | 512 000 (4,1%) |
| 66  | 8 de mayo de 2024     | 442 000 (3,5%) |
| 67  | 9 de mayo de 2024     | 478 000 (3,9%) |
| 68  | 13 de mayo de 2024    | 496 000 (4,0%) |
| 69  | 14 de mayo de 2024    | 473 000 (3,9%) |
| 70  | 15 de mayo de 2024    | 394 000 (3,2%) |
| 71  | 16 de mayo de 2024    | 456 000 (3,9%) |
| 72  | 20 de mayo de 2024    | 500 000 (4,0%) |
| 73  | 21 de mayo de 2024    | 514 000 (4,3%) |
| 74  | 22 de mayo de 2024    | 481 000 (4,1%) |
| 75  | 23 de mayo de 2024    | 510 000 (4,3%) |
| 76  | 27 de mayo de 2024    | 465 000 (4,0%) |
| 77  | 28 de mayo de 2024    | 492 000 (4,3%) |
| 78  | 29 de mayo de 2024    | 441 000 (4,0%) |
| 79  | 30 de mayo de 2024    | 467 000 (4,2%) |
| 80  | 3 de junio de 2024    | 439 000 (3,8%) |
| 81  | 4 de junio de 2024    | 449 000 (3,9%) |
| 82  | 5 de junio de 2024    | 428 000 (3,8%) |
| 83  | 6 de junio de 2024    | 484 000 (4,4%) |
| 84  | 10 de junio de 2024   | 442 000 (3,7%) |
| 85  | 11 de junio de 2024   | 412 000 (3,5%) |
| 86  | 12 de junio de 2024   | 461 000 (4,0%) |
| 87  | 13 de junio de 2024   | 400 000 (3,7%) |
| 88  | 17 de junio de 2024   | 449 000 (3,6%) |
| 89  | 18 de junio de 2024   | 459 000 (3,7%) |
| 90  | 19 de junio de 2024   | 417 000 (3,5%) |
| 91  | 20 de junio de 2024   | 278 000 (1,9%) |
| 92  | 27 de junio de 2024   | 320 000 (3,2%) |
| 93  | 1 de julio de 2024    | 362 000 (3,1%) |
| 94  | 2 de julio de 2024    | 373 000 (3,3%) |
| 95  | 3 de julio de 2024    | 286 000 (2,9%) |
| 96  | 4 de julio de 2024    | 311 000 (3,3%) |
| 97  | 8 de julio de 2024    | 403 000 (4,0%) |
| 98  | 9 de julio de 2024    | 196 000 (1,2%) |
| 99  | 10 de julio de 2024   | 264 000 (2,2%) |
| 100 | 11 de julio de 2024   | 340 000 (3,6%) |
| 101 | 15 de julio de 2024   | 355 000 (3,5%) |
| 102 | 16 de julio de 2024   | 349 000 (3,7%) |
| 103 | 17 de julio de 2024   | 352 000 (3,9%) |
| 104 | 18 de julio de 2024   | 280 000 (3,1%) |
| 105 | 22 de julio de 2024   | 265 000 (2,9%) |
| 106 | 23 de julio de 2024   | 324 000 (3,6%) |
| 107 | 24 de julio de 2024   | 269 000 (3,1%) |
| 108 | 25 de julio de 2024   | 282 000 (3,4%) |
| 109 | 29 de julio de 2024   | 280 000 (2,8%) |
| 110 | 31 de julio de 2024   | 293 000 (3,1%) |
| 111 | 1 de agosto de 2024   | 287 000 (3,2%) |
| 112 | 5 de agosto de 2024   | 268 000 (2,8%) |

#### Cuarta etapa 2024/2025 (La 2) Temporada 2
| 113 | 2 de septiembre de 2024  | 404 000 (3,8%) |
| 114 | 3 de septiembre de 2024  | 361 000 (3,3%) |
| 115 | 4 de septiembre de 2024  | 360 000 (3,4%) |
| 116 | 5 de septiembre de 2024  | 431 000 (3,8%) |
| 117 | 9 de septiembre de 2024  | 400 000 (3,5%) |
| 118 | 10 de septiembre de 2024 | 456 000 (4,0%) |
| 119 | 11 de septiembre de 2024 | 464 000 (3,9%) |
| 120 | 12 de septiembre de 2024 | 387 000 (3,1%) |
| 121 | 16 de septiembre de 2024 | 453 000 (3,7%) |
| 122 | 17 de septiembre de 2024 | 411 000 (3,3%) |
| 123 | 18 de septiembre de 2024 | 441 000 (3,7%) |
| 124 | 19 de septiembre de 2024 | 389 000 (3,2%) |
| 125 | 23 de septiembre de 2024 | 503 000 (4,0%) |
| 126 | 24 de septiembre de 2024 | 597 000 (4,7%) |
| 127 | 25 de septiembre de 2024 | 511 000 (4,1%) |
| 128 | 26 de septiembre de 2024 | 578 000 (4,7%) |
| 129 | 30 de septiembre de 2024 | 578 000 (4,5%) |
| 130 | 1 de octubre de 2024     | 529 000 (4,1%) |
| 131 | 2 de octubre de 2024     | 510 000 (4,0%) |
| 132 | 3 de octubre de 2024     | 539 000 (4,4%) |
| 133 | 4 de octubre de 2024     | 332 000 (3,2%) |
| 134 | 7 de octubre de 2024     | 589 000 (4,5%) |
| 135 | 8 de octubre de 2024     | 513 000 (4,0%) |
| 136 | 9 de octubre de 2024     | 555 000 (4,3%) |
| 137 | 10 de octubre de 2024    | 425 000 (3,2%) |
| 138 | 11 de octubre de 2024    | 344 000 (3,2%) |
| 139 | 14 de octubre de 2024    | 550 000 (4,2%) |
| 140 | 15 de octubre de 2024    | 580 000 (4,2%) |
| 141 | 16 de octubre de 2024    | 687 000 (5,3%) |
| 142 | 17 de octubre de 2024    | 576 000 (4,6%) |
| 143 | 18 de octubre de 2024    | 499 000 (4,6%) |
| 144 | 21 de octubre de 2024    | 625 000 (4,9%) |
| 145 | 22 de octubre de 2024    | 614 000 (4,7%) |
| 146 | 23 de octubre de 2024    | 561 000 (4,3%) |
| 147 | 24 de octubre de 2024    | 579 000 (4,5%) |
| 148 | 25 de octubre de 2024    | 403 000 (3,5%) |
| 149 | 28 de octubre de 2024    | 655 000 (4,9%) |
| 150 | 29 de octubre de 2024    | 600 000 (4,4%) |
| 151 | 30 de octubre de 2024    | 534 000 (3,9%) |
| 152 | 31 de octubre de 2024    | 422 000 (3,6%) |
| 153 | 1 de noviembre de 2024   | 471 000 (3,9%) |
| 154 | 4 de noviembre de 2024   | 654 000 (4,6%) |
| 155 | 5 de noviembre de 2024   | 565 000 (4,1%) |
| 156 | 6 de noviembre de 2024   | 530 000 (4,0%) |
| 157 | 7 de noviembre de 2024   | 569 000 (4,2%) |
| 158 | 8 de noviembre de 2024   | 498 000 (4,3%) |
| 159 | 11 de noviembre de 2024  | 657 000 (4,8%) |
| 160 | 12 de noviembre de 2024  | 587 000 (4,3%) |
| 161 | 13 de noviembre de 2024  | 561 000 (4,1%) |
| 162 | 14 de noviembre de 2024  | 668 000 (5,0%) |
| 163 | 15 de noviembre de 2024  | 460 000 (3,7%) |
| 164 | 18 de noviembre de 2024  | 748 000 (5,4%) |
| 165 | 19 de noviembre de 2024  | 628 000 (4,8%) |
| 166 | 20 de noviembre de 2024  | 657 000 (5,0%) |
| 167 | 21 de noviembre de 2024  | 649 000 (5,1%) |
| 168 | 22 de noviembre de 2024  | 468 000 (4,1%) |
| 169 | 25 de noviembre de 2024  | 694 000 (5,2%) |
| 170 | 26 de noviembre de 2024  | 618 000 (4,7%) |
| 171 | 27 de noviembre de 2024  | 556 000 (4,2%) |
| 172 | 28 de noviembre de 2024  | 597 000 (4,6%) |
| 173 | 29 de noviembre de 2024  | 486 000 (4,4%) |
| 174 | 2 de diciembre de 2024   | 649 000 (4,9%) |
| 175 | 3 de diciembre de 2024   | 647 000 (4,9%) |
| 176 | 4 de diciembre de 2024   | 618 000 (4,7%) |
| 177 | 5 de diciembre de 2024   | 553 000 (4,8%) |
| 178 | 6 de diciembre de 2024   | 406 000 (3,7%) |
| 179 | 9 de diciembre de 2024   | 670 000 (4,8%) |
| 180 | 10 de diciembre de 2024  | 667 000 (5,0%) |
| 181 | 11 de diciembre de 2024  | 649 000 (4,9%) |
| 182 | 12 de diciembre de 2024  | 581 000 (4,5%) |
| 183 | 13 de diciembre de 2024  | 528 000 (4,7%) |
| 184 | 16 de diciembre de 2024  | 647 000 (5,0%) |
| 185 | 17 de diciembre de 2024  | 710 000 (5,4%) |
| 186 | 18 de diciembre de 2024  | 689 000 (5,5%) |
| 187 | 19 de diciembre de 2024  | 580 000 (4,7%) |
| 188 | 20 de diciembre de 2024  | 505 000 (4,5%) |
| 189 | 23 de diciembre de 2024  | 633 000 (5,4%) |
| 190 | 25 de diciembre de 2024  | 465 000 (3,8%) |
| 191 | 26 de diciembre de 2024  | 646 000 (5,3%) |
| 192 | 27 de diciembre de 2024  | 538 000 (4,8%) |
| 193 | 30 de diciembre de 2024  | 732 000 (6,1%) |
| 194 | 1 de enero de 2025       | 585 000 (4,6%) |
| 195 | 2 de enero de 2025       | 700 000 (5,5%) |
| 196 | 3 de enero de 2025       | 546 000 (4,6%) |
| 197 | 6 de enero de 2025       | 635 000 (4,7%) |
| 198 | 7 de enero de 2025       | 708 000 (5,2%) |
| 199 | 8 de enero de 2025       | 664 000 (5,0%) |
| 200 | 9 de enero de 2025       | 593 000 (4,7%) |
| 201 | 10 de enero de 2025      | 521 000 (4,3%) |
| 202 | 13 de enero de 2025      | 726 000 (5,3%) |
| 203 | 14 de enero de 2025      | 722 000 (5,5%) |
| 204 | 15 de enero de 2025      | 668 000 (5,1%) |
| 205 | 16 de enero de 2025      | 664 000 (4,9%) |
| 206 | 17 de enero de 2025      | 614 000 (5,3%) |
| 207 | 20 de enero de 2025      | 787 000 (5,7%) |
| 208 | 21 de enero de 2025      | 608 000 (4,8%) |
| 209 | 22 de enero de 2025      | 632 000 (4,8%) |
| 210 | 23 de enero de 2025      | 667 000 (5,0%) |
| 211 | 24 de enero de 2025      | 592 000 (4,9%) |
| 212 | 27 de enero de 2025      | 755 000 (5,5%) |
| 213 | 28 de enero de 2025      | 790 000 (5,9%) |
| 214 | 29 de enero de 2025      | 665 000 (5,0%) |
| 215 | 30 de enero de 2025      | 787 000 (6,1%) |
| 216 | 31 de enero de 2025      | 645 000 (5,6%) |
| 217 | 3 de febrero de 2025     | 765 000 (5,8%) |
| 218 | 4 de febrero de 2025     | 699 000 (5,2%) |
| 219 | 5 de febrero de 2025     | 664 000 (5,0%) |
| 220 | 6 de febrero de 2025     | 677 000 (5,0%) |
| 221 | 7 de febrero de 2025     | 622 000 (5,3%) |
| 222 | 10 de febrero de 2025    | 890 000 (6,6%) |
| 223 | 11 de febrero de 2025    | 686 000 (5,1%) |
| 224 | 12 de febrero de 2025    | 835 000 (6,3%) |
| 225 | 13 de febrero de 2025    | 765 000 (5,8%) |
| 226 | 14 de febrero de 2025    | 607 000 (5,4%) |
| 227 | 17 de febrero de 2025    | 824 000 (5,9%) |
| 228 | 18 de febrero de 2025    | 805 000 (6,0%) |
| 229 | 19 de febrero de 2025    | 705 000 (5,1%) |
| 230 | 20 de febrero de 2025    | 773 000 (6,1%) |
| 231 | 21 de febrero de 2025    | 536 000 (4,8%) |
| 232 | 24 de febrero de 2025    | 793 000 (5,7%) |
| 233 | 25 de febrero de 2025    | 613 000 (4,2%) |
| 234 | 27 de febrero de 2025    | 710 000 (5,6%) |
| 235 | 28 de febrero de 2025    | 513 000 (4,4%) |
| 236 | 3 de marzo de 2025       | 791 000 (5,8%) |
| 237 | 4 de marzo de 2025       | 709 000 (5,3%) |
| 238 | 5 de marzo de 2025       | 775 000 (5,7%) |
| 239 | 6 de marzo de 2025       | 660 000 (4,8%) |
| 240 | 7 de marzo de 2025       | 561 000 (4,8%) |
| 241 | 10 de marzo de 2025      | 806 000 (5,8%) |
| 242 | 11 de marzo de 2025      | 789 000 (5,8%) |
| 243 | 12 de marzo de 2025      | 709 000 (5,1%) |
| 244 | 13 de marzo de 2025      | 624 000 (4,6%) |
| 245 | 14 de marzo de 2025      | 581 000 (5,0%) |
| 246 | 17 de marzo de 2025      | 816 000 (6,0%) |
| 247 | 18 de marzo de 2025      | 856 000 (6,2%) |
| 248 | 19 de marzo de 2025      | 789 000 (6,1%) |
| 249 | 20 de marzo de 2025      | 770 000 (5,4%) |
| 250 | 20 de marzo de 2025      | 455 000 (3,1%) |
| 251 | 21 de marzo de 2025      | 637 000 (5,4%) |
| 252 | 24 de marzo de 2025      | 760 000 (5,5%) |
| 253 | 26 de marzo de 2025      | 791 000 (6,1%) |
| 254 | 27 de marzo de 2025      | 704 000 (5,4%) |
| 255 | 28 de marzo de 2025      | 594 000 (5,2%) |
| 256 | 31 de marzo de 2025      | 776 000 (6,0%) |
| 257 | 1 de abril de 2025       | 666 000 (4,7%) |
| 258 | 2 de abril de 2025       | 603 000 (4,0%) |
| 259 | 3 de abril de 2025       | 774 000 (5,8%) |
| 260 | 7 de abril de 2025       | 697 000 (5,4%) |
| 261 | 8 de abril de 2025       | 664 000 (5,2%) |
| 262 | 9 de abril de 2025       | 705 000 (5,5%) |
| 263 | 10 de abril de 2025      | 686 000 (5,4%) |
| 264 | 11 de abril de 2025      | 541 000 (5,2%) |
| 265 | 14 de abril de 2025      | 721 000 (6,0%) |
| 266 | 15 de abril de 2025      | 650 000 (5,3%) |
| 267 | 16 de abril de 2025      | 631 000 (5,5%) |
| 268 | 21 de abril de 2025      | 691 000 (5,4%) |
| 269 | 22 de abril de 2025      | 715 000 (5,7%) |
| 270 | 23 de abril de 2025      | 650 000 (5,4%) |
| 271 | 24 de abril de 2025      | 648 000 (5,3%) |
| 272 | 25 de abril de 2025      | 582 000 (5,6%) |
| 273 | 29 de abril de 2025      | 635 000 (5,1%) |
| 274 | 30 de abril de 2025      | 626 000 (5,5%) |
| 275 | 1 de mayo de 2025        | 504 000 (4,6%) |
| 276 | 2 de mayo de 2025        | 508 000 (4,9%) |
| 277 | 5 de mayo de 2025        | 609 000 (4,9%) |
| 278 | 6 de mayo de 2025        | 587 000 (4,8%) |
| 279 | 7 de mayo de 2025        | 715 000 (5,8%) |
| 280 | 8 de mayo de 2025        | 651 000 (5,0%) |
| 281 | 9 de mayo de 2025        | 525 000 (5,1%) |
| 282 | 12 de mayo de 2025       | 787 000 (6,5%) |
| 283 | 13 de mayo de 2025       | 786 000 (6,2%) |
| 284 | 14 de mayo de 2025       | 753 000 (6,1%) |
| 285 | 16 de mayo de 2025       | 543 000 (5,5%) |
| 286 | 19 de mayo de 2025       | 783 000 (6,5%) |
| 287 | 20 de mayo de 2025       | 739 000 (6,3%) |
| 288 | 21 de mayo de 2025       | 761 000 (6,5%) |
| 289 | 22 de mayo de 2025       | 795 000 (6,9%) |
| 290 | 23 de mayo de 2025       | 618 000 (6,4%) |
| 291 | 26 de mayo de 2025       | 808 000 (6,8%) |
| 292 | 27 de mayo de 2025       | 699 000 (6,0%) |
| 293 | 28 de mayo de 2025       | 699 000 (6,1%) |
| 294 | 29 de mayo de 2025       | 748 000 (6,9%) |
| 295 | 2 de junio de 2025       | 743 000 (6,5%) |
| 296 | 3 de junio de 2025       | 788 000 (6,6%) |
| 297 | 4 de junio de 2025       | 651 000 (5,8%) |
| 298 | 5 de junio de 2025       | 696 000 (4,6%) |
| 299 | 6 de junio de 2025       | 574 000 (6,2%) |
| 300 | 9 de junio de 2025       | 794 000 (7,2%) |
| 301 | 10 de junio de 2025      | 778 000 (6,8%) |
| 302 | 11 de junio de 2025      | 769 000 (7,2%) |
| 303 | 12 de junio de 2025      | 728 000 (6,8%) |
| 304 | 13 de junio de 2025      | 580 000 (6,6%) |
| 305 | 16 de junio de 2025      | 757 000 (6,8%) |
| 306 | 17 de junio de 2025      | 718 000 (6,5%) |
| 307 | 18 de junio de 2025      | 610 000 (5,2%) |
| 308 | 19 de junio de 2025      | 717 000 (6,9%) |
| 309 | 20 de junio de 2025      | 527 000 (5,9%) |
| 310 | 23 de junio de 2025      | 604 000 (6,1%) |
| 311 | 24 de junio de 2025      | 647 000 (6,1%) |
| 312 | 25 de junio de 2025      | 608 000 (6,1%) |
| 313 | 26 de junio de 2025      | 629 000 (6,6%) |
| 314 | 30 de junio de 2025      | 616 000 (5,8%) |

### Audiencia media por meses
| Año   | Mes        | Audiencia    | Audiencia |
| Año   | Mes        | Espectadores | Cuota     |
| ----- | ---------- | ------------ | --------- |
| 2024  | Enero      | 425 000      | 3,0%      |
| 2024  | Febrero    | 419 000      | 3,0%      |
| 2024  | Marzo      | 437 000      | 3,3%      |
| 2024  | Abril      | 435 000      | 3,4%      |
| 2024  | Mayo       | 471 000      | 3,9%      |
| 2024  | Junio      | 418 000      | 3,6%      |
| 2024  | Julio      | 310 000      | 3,2%      |
| 2024  | Agosto     | 285 000      | 3,3%      |
| 2024  | Septiembre | 454 000      | 3,8%      |
| 2024  | Octubre    | 531 000      | 4,2%      |
| 2024  | Noviembre  | 587 000      | 4,5%      |
| 2024  | Diciembre  | 606 000      | 4,9%      |
| 2025  | Enero      | 642 000      | 5,0%      |
| 2025  | Febrero    | 710 000      | 5,4%      |
| 2025  | Marzo      | 712 000      | 5,4%      |
| 2025  | Abril      | 660 000      | 5,3%      |
| 2025  | Mayo       | 681 000      | 5,9%      |
| 2025  | Junio      | 677 000      | 6,3%      |
| Total |            |              |           |

## Premios
En la versión de La 2, el ganador recibía 5.000 pesetas (unos 30 euros) por punto. Por ejemplo, si el ganador sumó 50 puntos, podía aceptar 250.000 pesetas o rechazar el dinero a cambio de seguir jugando. Entonces Elisenda le preguntaba si se quedaba con el dinero acumulado o no. Si se queda con el dinero, terminaba su participación, pero si lo rechazaba participaba en el siguiente programa hasta que pierda un programa haciendo que el dinero acumulado hasta ese punto se divida entre 2 o hasta que gane 5 veces haciendo que su premio final se multiplique por 2.
Además, todo concursante que encontrara una palabra de 9 letras recibía 500.000 pesetas (unos 3000 euros), aunque al final del programa perdiera. Eso también sucedía cuando alguien acertaba 4 números exactos en un programa.
En la versión de la FORTA, el ganador del programa recibía 602 euros (500 euros en la versión gallega).
Además, en ambas versiones, el ganador participaba en el programa siguiente, acumulándose los premios hasta el día en que el concursante fuera eliminado (en la versión de Telemadrid hasta un máximo de 20 programas; 30 en Canal Sur 2). Si los concursantes empataban, repartían el premio y ambos participaban en el programa siguiente.
En la segunda versión de La 2, el premio del ganador del programa dependerá de su desempeño en la Ronda Final. Por cada palabra acertada de las 12 que constan dicha Ronda Final, se embolsará 100 € (p.e., si acierta 7 palabras, obtiene 700 €), excepto si acierta 11, que le reemportarán 1.500 € y si acierta las 12, el bote acumulado.

## Reconocimientos
| Año                                                                        | Categoría                              | Dirigido a                             | Resultado                |
| TP de Oro (Teleprograma)                                                   | TP de Oro (Teleprograma)               | TP de Oro (Teleprograma)               | TP de Oro (Teleprograma) |
| -------------------------------------------------------------------------- | -------------------------------------- | -------------------------------------- | ------------------------ |
| 1993                                                                       | Mejor Concurso                         | Mejor Concurso                         | Ganador                  |
| 1995                                                                       | Mejor Presentadora                     | Elisenda Roca                          | Nominada                 |
| Premios Ondas (Grupo Prisa)                                                |                                        |                                        |                          |
| 1994                                                                       | Nacionales de Televisión               | Nacionales de Televisión               | Ganador                  |
| Antena de Oro (Federación de Asociaciones de Radio y Televisión de España) |                                        |                                        |                          |
| 1995                                                                       | Televisión                             | Elisenda Roca                          | Ganadora                 |
| Premios Iris                                                               |                                        |                                        |                          |
| 2024                                                                       | Premio Iris de la Prensa Especializada | Premio Iris de la Prensa Especializada | Ganador                  |

## Campeones
En la versión realizada en La 2 el récordman fue Blai Figueras con 268 puntos, quien logró la hazaña de hallar los 4 números exactos en sus dos primeros programas, y en el segundo de ellos logró la marca histórica de puntos en esa etapa de TVE, con 69. Su trayectoria fue tan impresionante (logró el récord de mayor premio de esa etapa, 1.340.000 pesetas duplicados, más el millón por la hazaña de los exactos) que motivó que fuese invitado al programa especial de la final de 1992, donde obtuvo la victoria.
En la versión emitida por Telemadrid y otras cadenas autonómicas (Aragón TV, La 7, CMM TV, Canal Nou, Canal Extremadura y TPA7), el récord de permanencia lo tiene Carlos Adán Bonilla, de Madrid, quien participó en el concurso durante 67 programas (66 ganados) y acumuló 39.732 € de premio, si bien posteriormente otros concursantes debieron abandonar antes de haber sido derrotados al introducirse más adelante una regla de permanencia de 20 programas como máximo. El último programa en el que participó como concursante se emitió el 13 de mayo de 2008. Carlos superó el anterior récord, que databa de finales de 2003 y pertenecía a Luis Bellido (Castellón de la Plana) con 50 programas (49 ganados).
Otros campeones destacados han sido José Antonio con 29 programas y Fernando Martín (en 2006) con 23 programas (22 ganados). Este último participó como representante de Cifras y letras en el programa concurso Gran Slam en el año 2007.
Para conmemorar el programa número 1000, se realizó un programa especial entre dos grandes campeones del programa: José Antonio y Juani.
Para celebrar el programa número 1500 se volvió a recurrir a un duelo entre los dos más grandes campeones de la historia del concurso hasta ese momento: Luis Bellido (50 programas) de Castellón y Carlos Adán (67 programas) de Madrid. El duelo se desarrolló durante varios programas consecutivos (al mejor de 3) emitidos por Telemadrid el martes día 20 y el miércoles, 21 de mayo de 2008, todo para lograr darle al vencedor el título de "Mejor concursante de Cifras y letras de la historia" y "Campeón absoluto". El vencedor fue nuevamente Carlos Adán Bonilla, poseedor del récord de programas consecutivos.
Para celebrar el programa número 2000 se organizó un programa especial en la versión nacional del concurso donde el vencedor sería proclamado el "Campeón de campeones" de Cifras y Letras a nivel nacional. Carlos defendió el título ante 5 aspirantes elegidos de entre los mejores campeones que pasaron por el concurso desde el último especial. Pero, tras vencer a Antonio, Carlos fue derrotado por Manuel Alós en el segundo programa. Manuel acabó venciendo también en sus posteriores enfrentamientos con David, Fátima y Gerardo y se proclamó campeón del programa.
En la versión emitida por Canal Sur 2, tiene el récord Francisco Segura, de Almería, con un 117 programas (116 ganados) y fue eliminado el 6 de octubre de 2008. De esta forma Francisco se convirtió en la persona con más victorias de todas las versiones emitidas en nuestro país. Curiosamente, Francisco participó en 2005 en la versión del resto de autonomías y fue eliminado en su segundo programa.
En la versión emitida por la Televisión de Galicia, el récord corresponde a Fernando “Fer” González Vázquez, con un total de 95 programas (93 ganados) y unas ganancias de 46.750 euros. El último programa en que participó como concursante se emitió el 27 de febrero de 2009.

### Campeones de la etapa actual (La 2)
Por practicidad, se enumeran a continuación únicamente los campeones con 4 o más victorias; se ha establecido este umbral al ser equivalente a mantener el título de campeón en el concurso durante un mínimo de una semana de emisión (no obstante, si un concursante gana el bote, se le considera campeón sin importar el número de programas):

#### Temporada 1 (enero-agosto 2024)
| Campeones con 4 o más victorias | Campeones con 4 o más victorias | Campeones con 4 o más victorias                                 | Campeones con 4 o más victorias      | Campeones con 4 o más victorias |
| Nombre                          | N.º victorias                   | Etapa en el programa                                            | Dinero acumulado                     |                                 |
| ------------------------------- | ------------------------------- | --------------------------------------------------------------- | ------------------------------------ | ------------------------------- |
| Álvaro Gamboa                   | 13                              | 3-25 de abril de 2024 (Programas 47-60)                         | 8300€                                |                                 |
| Fer Castro                      | 9 (5+4)                         | 17-24 de enero y 12-19 de marzo de 2024 (Programas 3-7 y 34-38) | 6800€ (3500€ + 3300€)                |                                 |
| Raquel Hernando                 | 9                               | 22 de mayo - 6 de junio de 2024 (Programas 74-83)               | 6200€                                |                                 |
| Fran Bautista                   | 7                               | 12-22 de febrero de 2024 (Programas 17-24)                      | 5900€                                |                                 |
| Álex Esteban                    | 7                               | 18 de julio - 1 de agosto de 2024 (Programas 104-111)           | 4800€                                |                                 |
| Israel Méndez                   | 6                               | 31 de enero - 12 de febrero de 2024 (Programas 11-17)           | 3800€                                |                                 |
| Mario (?)                       | 5                               | 10-18 de junio de 2024 (Programas 84-89)                        | 3100€                                |                                 |
| Miguel Borrego                  | 4                               | 15-21 de mayo de 2024 (Programas 70-73)                         | 113.400 € (2400€ + bote de 111.000€) |                                 |
| Carlos Lazcano                  | 4                               | 26 de febrero - 4 de marzo de 2024 (Programas 25-29)            | 2700€                                |                                 |
| Mauricio Sánchez                | 4                               | 27 de marzo - 3 de abril de 2024 (Programas 43-47)              | 2300€                                |                                 |
| Bibiana Romero                  | 4                               | 19-26 de marzo de 2024 (Programas 38-42)                        | 1800€                                |                                 |

     El concursante consiguió el bote y abandonó el programa invicto
1. ↑  El concursante se retiró por motivos de salud y se reincorporó al programa una vez recuperado, de ahí que su paso por el concurso se divida en dos etapas

#### Temporada 2 (septiembre 2024-junio 2025)
En esta temporada, se introdujo como novedad la posibilidad de repescar a campeones que ya habían participado previamente en el programa:
| Campeones con 4 o más victorias | Campeones con 4 o más victorias | Campeones con 4 o más victorias                                  | Campeones con 4 o más victorias     | Campeones con 4 o más victorias |
| Nombre                          | N.º victorias                   | Etapa en el programa                                             | Dinero acumulado                    |                                 |
| ------------------------------- | ------------------------------- | ---------------------------------------------------------------- | ----------------------------------- | ------------------------------- |
| Carlos Rodríguez                | 27                              | 26 de noviembre de 2024 - 8 de enero de 2025 (Programas 170-197) | 23700€                              |                                 |
| Iván Abella                     | 16                              | 25 de marzo - 21 de abril de 2025 (Programas 250-266)            | 12400€                              |                                 |
| Celia Torralba                  | 9                               | 10-25 de septiembre de 2024 (Programas 118-127)                  | 7600€                               |                                 |
| Álvaro Luque                    | 9                               | 11-22 de noviembre de 2024 (Programas 159-168)                   | 6900€                               |                                 |
| Álvaro Gamboa                   | 7                               | 10-21 de octubre de 2024 (Programas 137-144)                     | 5200€                               |                                 |
| José Antonio Prado-Bassas       | 6                               | 1-8 de noviembre de 2024 (Programas 153-158)                     | 174.300€ (5300€ + bote de 169.000€) |                                 |
| Iván Bustos                     | 5                               | 18-25 de febrero de 2025 (Programas 226-231)                     | 4300€                               |                                 |
| Claudia Torregrosa              | 5                               | 20-27 de mayo de 2025 (Programas 285-290)                        | 4200€                               |                                 |
| Diana Fernández                 | 5                               | 6-13 de mayo de 2025 (Programas 276-281)                         | 4000€                               |                                 |
| María Mansilla                  | 5                               | 5 de agostoy 2-9 de septiembre de 2024 (Programas 112-117)       | 3800€                               |                                 |
| Enoc Altabás                    | 5                               | 17-24 de junio de 2025 (programas 304-309)                       | 3500€                               |                                 |
| Beltrán (?)                     | 4                               | 8-14 de enero de 2025 (Programas 197-201)                        | 3300€                               |                                 |
| Amaya Palomero                  | 4                               | 20-24 de enero de 2025 (Programas 205-209)                       | 3200€                               |                                 |
| David (?)                       | 4                               | 13-19 de marzo de 2025 (Programas 242-246)                       | 2900€                               |                                 |
| Andrés (?)                      | 4                               | 2-8 de octubre de 2024 (Programas 131-135)                       | 2900€                               |                                 |
| José Antonio Montalbán          | 1                               | 16 de junio de 2025 (Programa 303)                               | 252.500€ (bote)                     |                                 |

     El concursante consiguió el bote y abandonó el programa invicto
1. ↑   Los días 25 de diciembre y 1 de enero, el programa emitió unos especiales (de Navidad y Año Nuevo, respectivamente) con famosos y campeones anteriores en los que el concursante no estuvo presente
2. ↑  La concursante venció en el último programa de la temporada anterior y, por tanto, comenzó esta temporada como vigente campeona, de ahí el salto temporal en su paso por el programa

## Merchandising

### Juego de mesa
Cifras y letras es un juego de mesa para pensar y calcular. José L. Jurado, diseñador gráfico e ilustrador, que unos años antes había efectuado cambios en la imagen de los Cuadernos Rubio, dando color a sus portadas, recibió el encargo de Falomir Juegos de crear el juego de mesa de Cifras y letras. El juego se desarrolló en 1993 por Nathan Jeux y se comercializó en la Navidad de ese mismo año. Se agotaron todas las existencias y se convirtió en un clásico de los juegos de mesa en años posteriores (gracias a proveedores como Ravensburger) hasta la actualidad.
Cifras y letras, por su carácter cultural, es un juego apropiado para relajar la tensión en aulas y en grupos de amigos o estudiantes, que pueden divertirse jugando y a la vez aprendiendo palabras, que didácticamente forman una pequeña enciclopedia con unas 7200 palabras que se han estudiado, de manera que las 1800 palabras seleccionadas dan opción a tres más; por ejemplo, alegoría = alegría - alergia - olería.
Es un juego didáctico-cultural para refrescar y agilizar el idioma castellano y las reglas básicas de matemáticas.

### Contenido actual y reglas
Contenido
- 360 tarjetas Letras (color rojo)
- 360 tarjetas Cifras (color azul)
- 4 peones
- 4 blocs de notas
- 4 rotuladores
- 1 ruleta
- 1 reloj de arena
- 1 tablero de puntuación

Reglas
- Si consigues la cifra exacta, 3 puntos.
- La cifra superior o inferior de 0 a 5 de diferencia, 1 punto.
- Si consigues la palabra exacta o de igual número de letras, 3 puntos.
- Las respuestas a otras palabras más cortas, 1 punto.

El juego se comercializa en dos formatos: la edición clásica Cifras y Letras (Ref. 1311) y la edición Cifras y Letras Edición Especial (Ref. 11836).

### Finalidad del juego
Es alcanzar 60 puntos sumando las respuestas conseguidas. Se ha elegido la ruleta para seleccionar las preguntas porque en ella interviene el azar y se evita la posibilidad de memorizar las tarjetas.

## Controversias
En 2013 (año de su cancelación en algunas autonómicas) saltó a la luz que la productora del concurso Vamos @ Ver Televisión (sic) (que había pactado con la FORTA hacerse cargo del pago) había acumulado una gran deuda al no entregar el premio a varios de sus concursantes. Acabó en concurso de acreedores.
En marzo de 2019 un juez sentenció que Antonio Elegido (conocido en el programa como "el profesor") no era experto sino un actor y falló a favor de este. Un año más tarde, la Audiencia Provincial de Madrid dio la razón a AISGE y consideró finalmente que la participación de Elegido no era una «actuación actoral», como pretendía, ya que así cobraba por derechos de autor. Tras la sentencia de la Audiencia Provincial de Madrid, Elegido recurrió al Tribunal Supremo y éste consideró a Elegido en febrero de 2023 como experto y no como actor, dando la razón a la Audiencia Provincial de Madrid.